# Municipio de Huntington (condado de Lorain)
El municipio de Huntington (en inglés: Huntington Township) es un municipio ubicado en el condado de Lorain en el estado estadounidense de Ohio. En el año 2010 tenía una población de 1341 habitantes y una densidad poblacional de 19,78 personas por km².

## Geografía
El municipio de Huntington se encuentra ubicado en las coordenadas 41°6′33″N 82°13′43″O / 41.10917, -82.22861. Según la Oficina del Censo de los Estados Unidos, el municipio tiene una superficie total de 67.8 km², de la cual 67,06 km² corresponden a tierra firme y (1,09 %) 0,74 km² es agua.

## Demografía
Según el censo de 2010, había 1341 personas residiendo en el municipio de Huntington. La densidad de población era de 19,78 hab./km². De los 1341 habitantes, el municipio de Huntington estaba compuesto por el 98,06 % blancos, el 0,89 % eran afroamericanos, el 0,3 % eran amerindios, el 0,15 % eran asiáticos y el 0,6 % eran de una mezcla de razas. Del total de la población el 1,27 % eran hispanos o latinos de cualquier raza.